# فيسنتي كامبوس
فيسنتي كامبوس (بالإسبانية: Vicente Campos)‏ هو لاعب كرة قاعدة فنزويلي، ولد في 27 يوليو 1992 في لا غوايرا في فنزويلا.

## وصلات خارجية
- فيسنتي كامبوس على موقع دوري كرة القاعدة الرئيسي (الإنجليزية)
- فيسنتي كامبوس على موقعبيزبول رفرنس.كوم (الدوري الرئيسي) (الإنجليزية)
- فيسنتي كامبوس على موقعبيزبول رفرنس.كوم (الدوري الثانوي) (الإنجليزية)
- فيسنتي كامبوس على موقع إي إس بي إن.كوم (أم.أل.بي) (الإنجليزية)
- فيسنتي كامبوس على موقع مشجعي الرسوم البيانية (الإنجليزية)